# Elezioni parlamentari in Australia del 2010
Le elezioni parlamentari in Australia del 2010 si tennero il 21 agosto per il rinnovo del Parlamento federale (Camera dei rappresentanti e Senato). In seguito all'esito elettorale, Julia Gillard, espressione del Partito Laburista Australiano, divenne Primo ministro.
Per la prima volta dal 1940, le elezioni condussero al cosiddetto hung parliament, poiché nessun partito ha ottenuto la maggioranza assoluta dei seggi necessari alla Camera dei Rappresentanti. I Laburisti, pertanto, formarono un governo di coalizione con i Verdi Australiani.

## Risultati

### Camera dei rappresentanti
| Liste                                     | Voti       | %     | Seggi |
| ----------------------------------------- | ---------- | ----- | ----- |
| Partito Laburista Australiano             | 4 711 363  | 37,99 | 72    |
| Partito Liberale d'Australia              | 3 777 383  | 30,46 | 44    |
| Verdi Australiani                         | 1 458 998  | 11,76 | 1     |
| Partito Nazionale Liberale del Queensland | 1 130 525  | 9,12  | 21    |
| Partito Nazionale d'Australia             | 462 387    | 3,73  | 7     |
| Family First Party                        | 279 330    | 2,25  | –     |
| Partito Democratico Cristiano             | 83 009     | 0,67  | –     |
| Country Liberal Party                     | 38 335     | 0,31  | 1     |
| One Nation                                | 27 184     | 0,22  | –     |
| Partito Liberal Democratico               | 24 262     | 0,20  | –     |
| Democratici Australiani                   | 22 376     | 0,18  | –     |
| Altri <20.000 voti                        | 72 207     | 0,58  | –     |
| Indipendenti                              | 312 496    | 2,52  | 4     |
| Non affliati                              | 2 508      | 0,02  | –     |
| Totale                                    | 12 402 363 | 100   | 150   |

- Two-party-preferred vote

| Liste                                                 | Voti       | %     | Seggi |
| ----------------------------------------------------- | ---------- | ----- | ----- |
| Partito Laburista Australiano                         | 6 216 445  | 50,12 | 72    |
| Coalizione Liberale-Nazionale (LPA - LNP - NPA - CLP) | 6 185 918  | 49,88 | 72    |
| Totale                                                | 12 402 363 | 100   | 144   |

### Senato
| Liste                                             | Voti       | %     | Seggi |
| ------------------------------------------------- | ---------- | ----- | ----- |
| Partito Laburista Australiano                     | 4 469 734  | 35,13 | 15    |
| Coalizione Partito Liberale d'Australia/Nazionale | 2 724 940  | 21,42 | 5     |
| Verdi Australiani                                 | 1 667 315  | 13,11 | 6     |
| Partito Liberale d'Australia                      | 1 092 601  | 8,59  | 9     |
| Partito Nazionale Liberale del Queensland         | 1 015 062  | 7,98  | 3     |
| Family First Party                                | 267 493    | 2,10  | –     |
| Australian Sex Party                              | 259 583    | 2,04  | –     |
| Partito Liberal Democratico                       | 230 191    | 1,81  | –     |
| Cacciatori e Pescatori                            | 214 119    | 1,68  | –     |
| Partito Laburista Democratico                     | 134 987    | 1,06  | 1     |
| Partito Democratico Cristiano                     | 127 894    | 1,01  | –     |
| Democratici Australiani                           | 80 645     | 0,63  | –     |
| One Nation                                        | 70 672     | 0,56  | –     |
| Australian Fishing and Lifestyle Party            | 48 547     | 0,38  | –     |
| Partito Nazionale d'Australia                     | 42 334     | 0,33  | –     |
| Country Liberal Party                             | 39 268     | 0,31  | 1     |
| Socialist Alliance                                | 32 580     | 0,26  | –     |
| Carers Alliance                                   | 28 578     | 0,22  | –     |
| The Climate Sceptics                              | 25 758     | 0,20  | –     |
| Altri <20.000 voti                                | 94 146     | 0,74  | –     |
| Indipendenti                                      | 55 786     | 0,44  | –     |
| Totale                                            | 12 722 233 | 100   | 40    |